# Raduša (Tešanj)
Pour les articles homonymes, voir Raduša.
Raduša (en cyrillique : Радуша) est une localité de Bosnie-Herzégovine. Elle est située dans la municipalité de Tešanj, dans le canton de Zenica-Doboj et dans la fédération de Bosnie-et-Herzégovine. Selon les premiers résultats du recensement bosnien de 2013, elle compte 3 189 habitants.

## Géographie
La localité est située au sud-est de Tešanj, au bord de la rivière Tešanjka, un affluent de l'Usora.

## Démographie

### Évolution historique de la population dans la localité
| 1948 | 1953 | 1961  | 1971  | 1981  | 1991  | 2013  |
| ---- | ---- | ----- | ----- | ----- | ----- | ----- |
| -    | -    | 1 828 | 2 004 | 2 407 | 2 729 | 3 189 |

|  |